# Forest (Bélgica)

Bandeira de Forest

Forest (francês) ou Vorst (neerlandês) é uma das dezenove comunas localizadas na Região de Bruxelas-Capital da Bélgica.
A comuna é conhecida por sua sala de concerto (em francês:  Forest National, em em neerlandês:  Vorst Nationaal), a maior em Bruxelas. Também abriga uma prisão importante e um fábrica de Audi. A comuna também mantém várias áreas verdes.

## Pronúncia
- em francês:  [fɔʁɛː]
- em em neerlandês:  [vɔrst]

## Cidades-irmãs
- Courbevoie, França